# Route 106 (Nouveau-Brunswick)
Pour les articles homonymes, voir Route 106.
La route 106 est une route du Nouveau-Brunswick longue de 91 km (57 mi) allant de Petitcodiac à Sackville.

## Description du tracé

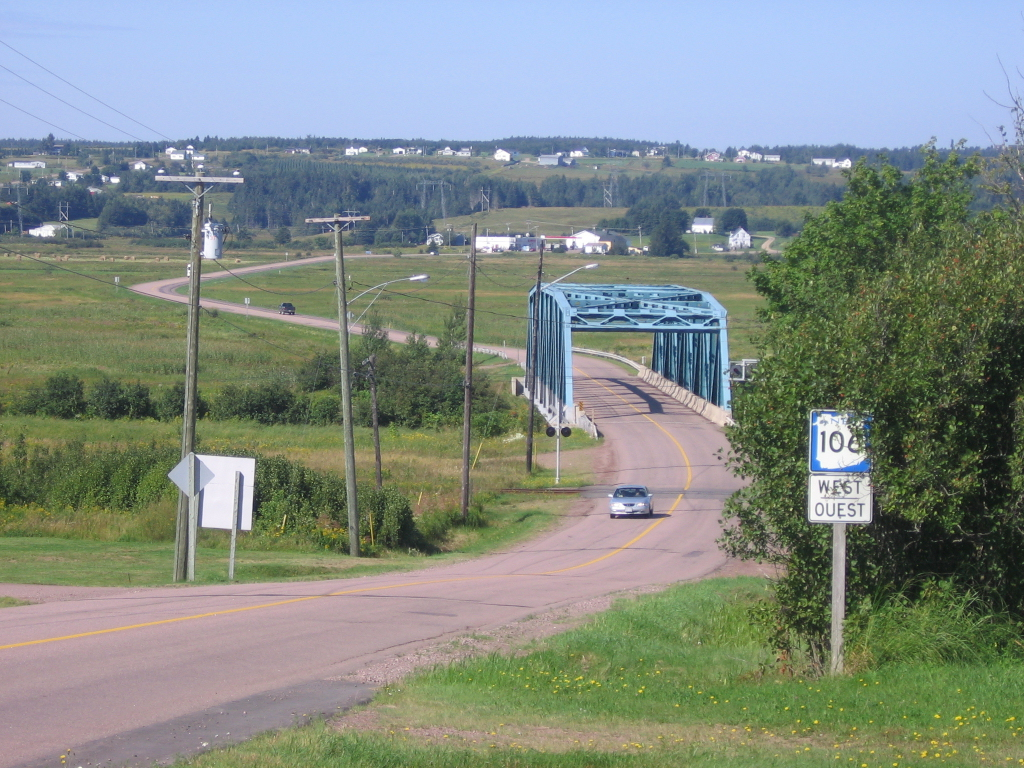
La route 106 à College Bridge.

La route 106 débute à l'est de Petitcodiac, à un échangeur avec la route 1. Elle traverse d'abord Petitcodiac en bifurquant vers le nord-est. Après avoir recroisé la route 1, elle suit la rive nord de la rivière Petitcodiac en traversant Salisbury, puis elle croise la route 15 dans un rond-point à son entrée à Moncton, la deuxième plus grande ville de la province.
Dans la ville, la route 106 est la rue principale, longeant la rivière et passant dans le centre-ville, nommée rue Main. À Dieppe, elle bifurque vers le sud-est à sa jonction avec la route 132, puis continue de suivre la rivière Petitcodiac pendant 8 km (5 mi) avant de s'en séparer.
La route 106 traverse ensuite la municipalité de Memramcook, où elle bifurque vers le sud jusqu'à Dorchester, où elle tourne vers l'est pour rejoindre Sackville. À Sackville, la route contourne en partie la ville par le sud-est avant d'être parallèle à la route 2 sur une courte distance. Finalement, elle se termine sur la route 2 à 9 km (6 mi) à l'ouest de la frontière avec la Nouvelle-Écosse.
De Petitcodiac à Moncton, la route 106 traverse une région plus ou moins montagneuse tandis que de Dieppe à Sackville, elle traverse une région agricole, à travers des marais très plats, particulièrement près de Sackville.

## Histoire
La route 106 suit la tracé original de la route 2 jusque dans les années 1950, quand une nouvelle section de la route 2 à accès limité fut construite, principalement pour contourner Moncton. L'ancienne route est devenue la route 2A, puis fut renumérotée route 6 en 1965. Le numéro 106 a été adopté en 1984 durant la reclassification des routes provinciales du Nouveau-Brunswick. La route 106 est toujours numérotée route 6 à l'intersection de la rue Cameron et de l'actuelle route 106 à Moncton.
Elle a été prolongée vers l'ouest jusqu'à Petitcodiac, de son ancien terminus ouest à River Glade en 1997, où une nouvelle section de la route transcanadienne fut également ouverte.

## Intersections majeures
| Comté                                         | Ville                 | km    | Destinations                                                                             | Notes                                                                                    |
| --------------------------------------------- | --------------------- | ----- | ---------------------------------------------------------------------------------------- | ---------------------------------------------------------------------------------------- |
| Westmorland                                   | Petitcodiac           | 0,00  | NB-1 / NB-905 sud – Sussex, Moncton, Elgin                                               | Terminus nord de la NB-905; sortie 233 de la NB-1; la NB-106 ouest devient la NB-905 sud |
| Westmorland                                   | Petitcodiac           | 1,50  | NB-885 nord – Havelock                                                                   | Terminus sud de la NB-885                                                                |
| Westmorland                                   | River Glade           | 7,20  | NB-1 vers NB-2 – Sussex, Moncton, Fredericton                                            | Sortie 239 dela NB-1                                                                     |
| Westmorland                                   | Salisbury             | 17,10 | NB-112 est – Riverview                                                                   | Terminus ouest du multiplex avec la NB-112                                               |
| Westmorland                                   | Salisbury             | 17,30 | NB-112 ouest (Chemin Fredericton)                                                        | Terminus est du multiplex avec la NB-112                                                 |
| Westmorland                                   | Moncton               | 36,70 | NB-15 nord / NB-114 sud – Riverview, Dieppe, Shédiac                                     | Carrefour giratoire; terminus sud de la NB-15; terminus nord de la NB-114                |
| Westmorland                                   | Moncton               | 40,00 | NB-134 nord (Rue Botsford)                                                               | Terminus sud de la NB-134                                                                |
| Westmorland                                   | Moncton               | 40,50 | NB-126 nord (Rue King)                                                                   | Terminus sud de la NB-126                                                                |
| Westmorland                                   | Limite Moncton–Dieppe | 41,10 | Boulevard Wheeler vers NB-2 / NB-11 / NB-15 – Shédiac, Sackville, Aéroport Roméo-LeBlanc |                                                                                          |
| Westmorland                                   | Dieppe                | 42,10 | NB-132 nord (Rue Champlain)                                                              | Terminus sud de la NB-132                                                                |
| Westmorland                                   | Dieppe                | 49,50 | NB-925 sud                                                                               | Terminus nord de la NB-925                                                               |
| Westmorland                                   | Memramcook            | 64,70 | NB-925 nord                                                                              | Terminus sud de la NB-925                                                                |
| Westmorland                                   | Dorchester            | 74,30 | NB-933 est                                                                               | Terminus ouest de la NB-933                                                              |
| Westmorland                                   | Sackville             | 86,30 | NB-933 ouest                                                                             | Terminus est de la NB-933                                                                |
| Westmorland                                   | Sackville             | 88,80 | NB-940 nord – Cap-Pelé                                                                   | Terminus sud de la NB-940                                                                |
| Westmorland                                   | Sackville             | 91,00 | NB-2 – Moncton, Nouvelle-Écosse, Île-du-Prince-Édouard                                   | Sortie 506 de la NB-2                                                                    |
| - Terminus de multiplex - Transition de route |                       |       |                                                                                          |                                                                                          |